# A titokzatos szerető
A titokzatos szerető (eredeti cím: The Invisible Woman) 2013-ban bemutatott brit életrajzi filmdráma Ralph Fiennes rendezésében. A forgatókönyvet Abi Morgan írta, Claire Tomalin 1990-es The Invisible Woman című könyvéből. A főbb szerepekben Ralph Fiennes, Felicity Jones, Kristin Scott Thomas és Tom Hollander látható. 
Világpremierje a Telluride-i Filmfesztiválon volt 2013. augusztus 31-én. Az Egyesült Királyságban 2014. február 7-én mutatták be. Magyarországon 2014. február 20-án került a mozikba a Vertigo Média Kft. forgalmazásában. A film pozitív kritikákat kapott, a 86. Oscar-gálán jelölték a legjobb jelmeztervezésért járó díjra.

## Cselekmény
A 19. században játszódó film Charles Dickens és a nála jóval fiatalabb Nelly Ternan házasságon kívüli, titkos viszonyát meséli el, mely 13 éven át tartott, egészen a híres író haláláig.

## Szereplők
| Szerep                      | Színész              | Magyar hang      |
| --------------------------- | -------------------- | ---------------- |
| Charles Dickens             | Ralph Fiennes        | Kautzky Armand   |
| Nelly Ternan                | Felicity Jones       | Csuha Borbála    |
| Mrs. Ternan                 | Kristin Scott Thomas | Kovács Nóra      |
| Wilkie Collins              | Tom Hollander        | Czvetkó Sándor   |
| Benham tiszteletes          | John Kavanagh        | Csuha Lajos      |
| Catherine Dickens           | Joanna Scanlan       | Makay Andrea     |
| Caroline Graves             | Michelle Fairley     | Czifra Krisztina |
| Mr. Arnott                  | Jonathan Harden      | N/A              |
| Mr. George Wharton Robinson | Tom Burke            | Hamvas Dániel    |
| Maria Ternan                | Perdita Weeks        | Czető Zsanett    |
| Charley Dickens             | Michael Marcus       | N/A              |
| Fanny Ternan                | Amanda Hale          | Kerekes Andrea   |

## Fogadtatás

### Bevételi adatok
A film világszerte 3 986 888 dolláros bevételt termelt.

### Kritikai visszhang
A Rotten Tomatoes weboldalon 153 kritikus véleményét összegezve 76%-os értékelésen áll. A szöveges összefoglaló szerint „egyes nézők számára frusztráló lehet a szándékosan lassú tempó, de a szépen kivitelezett kosztümös drámák rajongói számára A titokzatos szerelő vizuális és érzelmi értelemben is kielégítő filmes élményt nyújt.”
Godfrey Cheshire, a RogerEbert.com kritikusa négyből három és fél csillagra értékelte a filmet, mely szerinte Fiennes „lenyűgöző teljesítményét” képviseli, színészként és rendezőként is.

### Díjak és jelölések
| Év   | Díj                            | Kategória                               | Jelölt                               | Eredmény | Ref.   |
| ---- | ------------------------------ | --------------------------------------- | ------------------------------------ | -------- | ------ |
| 2013 | British Independent Film Award | legjobb női főszereplő                  | Felicity Jones                       | Jelölve  | [ 11 ] |
| 2013 | British Independent Film Award | legjobb női mellékszereplő              | Kristin Scott Thomas                 | Jelölve  | [ 11 ] |
| 2014 | Oscar-díj                      | legjobb jelmeztervezés                  | Michael O’Connor                     | Jelölve  | [ 12 ] |
| 2014 | BAFTA-díj                      | legjobb jelmeztervezés                  | Michael O’Connor                     | Jelölve  | [ 13 ] |
| 2014 | Szaturnusz-díj                 | legjobb független film                  | –                                    | Jelölve  |        |
| 2014 | Satellite Award                | legjobb művészi rendezés és látványterv | Maria Djurkovic és Tatiana Macdonald | Jelölve  |        |
| 2014 | Satellite Award                | legjobb jelmeztervezés                  | Michael O’Connor                     | Elnyerte |        |

## Fordítás
- Ez a szócikk részben vagy egészben  a   The Invisible Woman (2013 film) című angol Wikipédia-szócikk ezen változatának fordításán alapul.  Az eredeti cikk szerkesztőit annak laptörténete sorolja fel. Ez a jelzés csupán a megfogalmazás eredetét és a szerzői jogokat jelzi, nem szolgál a cikkben szereplő információk forrásmegjelöléseként.